# Jared Goff
Jared Thomas Goff (14 de outubro de 1994, Novato, Califórnia)  é um jogador de futebol americano que atua como quarterback pelo Detroit Lions na National Football League (NFL). Goff foi selecionado pelo Los Angeles Rams na primeira rodada do Draft de 2016 da NFL. Em sua carreira, constam jogos de futebol americano universitário pelo Universidade da Califórnia em Berkeley.
Depois de uma temporada de estreia malsucedida, Goff se recuperou em seu segundo ano, quando ajudou a levar os Rams à primeira temporada vitoriosa em quatorze anos e à primeira aparição nos playoffs em treze anos. Ele ajudou a melhorar os Rams ainda mais em 2018, quando o time chegou ao Super Bowl LIII, na primeira aparição numa final desde 2001. Ele foi eleito para o Pro Bowl nessas duas temporadas. Em meio a um declínio na produção durante seus próximos dois anos, Goff foi trocado para os Lions em 2021 e foi eleito para mais um Pro Bowl no ano seguinte. Em 2023, ele liderou os Lions ao primeiro título de divisão desde 1993 e sua primeira vitória nos playoffs desde 1991.

## Estatísticas
| Legenda | Legenda                  |
| ------- | ------------------------ |
|         | Liderou a liga           |
| Negrito | Melhor marca da carreira |

| Ano      | Time     | Jogos | Jogos | Jogos   | Passando | Passando | Passando | Passando | Passando | Passando | Passando | Passando | Passando | Correndo | Correndo | Correndo | Correndo | Correndo | Sacks | Sacks  | Fumbles | Fumbles  |
| Ano      | Time     | JD    | JT    | V-D     | Cmp      | Ten      | Pct      | Jardas   | J/T      | Lng      | TD       | Int      | Rtg      | Ten      | Jardas   | J/T      | Lng      | TD       | Sck   | Jardas | Fum     | Perdidos |
| -------- | -------- | ----- | ----- | ------- | -------- | -------- | -------- | -------- | -------- | -------- | -------- | -------- | -------- | -------- | -------- | -------- | -------- | -------- | ----- | ------ | ------- | -------- |
| 2016     | LAR      | 7     | 7     | 0–7     | 112      | 205      | 54,6%    | 1 089    | 5,3      | 66       | 5        | 7        | 63,6     | 8        | 16       | 2,0      | 6        | 1        | 26    | 222    | 5       | 2        |
| 2017     | LAR      | 15    | 15    | 11–4    | 296      | 477      | 62,1%    | 3 804    | 8,0      | 94       | 28       | 7        | 100,5    | 28       | 51       | 1,8      | 22       | 1        | 25    | 172    | 8       | 3        |
| 2018     | LAR      | 16    | 16    | 13–3    | 364      | 561      | 64,9%    | 4 688    | 8,4      | 70       | 32       | 12       | 101,1    | 43       | 108      | 2,5      | 16       | 2        | 33    | 223    | 12      | 5        |
| 2019     | LAR      | 16    | 16    | 9–7     | 394      | 626      | 62,9%    | 4 638    | 7,4      | 66       | 22       | 16       | 86,5     | 33       | 40       | 1,2      | 8        | 2        | 22    | 170    | 10      | 5        |
| 2020     | LAR      | 15    | 15    | 9–6     | 370      | 552      | 67%      | 3 952    | 7,2      | 56       | 20       | 13       | 90,0     | 51       | 99       | 1,9      | 10       | 4        | 23    | 161    | 7       | 4        |
| 2021     | DET      | 14    | 14    | 3–10–1  | 332      | 494      | 67,2%    | 3 245    | 6,6      | 63       | 19       | 8        | 91,5     | 17       | 87       | 5,1      | 26       | 0        | 35    | 280    | 9       | 6        |
| 2022     | DET      | 17    | 17    | 9–8     | 382      | 587      | 65,1%    | 4 438    | 7,6      | 81       | 29       | 7        | 99,3     | 29       | 73       | 2,5      | 14       | 0        | 23    | 156    | 7       | 4        |
| 2023     | DET      | 17    | 17    | 12–5    | 407      | 605      | 67,3%    | 4 575    | 7,6      | 70       | 30       | 12       | 97,9     | 32       | 21       | 0,7      | 11       | 2        | 30    | 197    | 6       | 4        |
| 2024     | DET      | 16    | 16    | 14–2    | 363      | 506      | 71,7%    | 4 398    | 8,7      | 82       | 36       | 10       | 113,6    | 35       | 56       | 1,6      | 10       | 0        | 29    | 219    | 6       | 0        |
| Carreira | Carreira | 133   | 133   | 80−52−1 | 3 020    | 4 613    | 65,5%    | 34 827   | 7,5      | 94       | 221      | 92       | 95,8     | 276      | 551      | 2,0      | 26       | 12       | 246   | 1 800  | 70      | 33       |

## Vida pessoal
Jared cresceu em Novato, Califórnia. É filho de Jerry Goff e Nancy Goff. Seu pai é um ex-jogador da Major League Baseball, que jogos pelos Montreal Expos, Pittsburgh Pirates e Houston Astros.
Durante a infância, Goff era fã do San Francisco 49ers e veste a camisa número 16 como um fã de Joe Montana, que jogou para o 49ers.
Goff tem uma deficiência enzimática que não permite que o seu corpo quebre as proteínas. Fontes típicas de energia, necessários para o trabalho executado por atletas de ponta, como é o caso de Goff. Como resultado, ele é um porta-voz do "reabastecimento rápido".